# Sanza (Italie)
Pour les articles homonymes, voir Sanza.
Sanza est une commune italienne de la province de Salerne, dans la région Campanie.

## Administration
| Période                                  | Période | Identité | Étiquette | Qualité |
| ---------------------------------------- | ------- | -------- | --------- | ------- |
|                                          |         |          |           |         |
| Les données manquantes sont à compléter. |         |          |           |         |

### Communes limitrophes
Buonabitacolo, Casalbuono, Casaletto Spartano, Caselle in Pittari, Monte San Giacomo, Montesano sulla Marcellana, Piaggine, Rofrano, Sassano, Valle dell'Angelo.